# Евелина Доброволска
Евелина Доброволска (на литовски: Ewelina Dobrowolska) е литовска активистка, юристка и политичка от Партията на свободата. Депутат в Сейма на Литва. От 11 декември 2020 г. е министър на правосъдието на Литва в правителството на Ингрида Шимоните.

## Биография
Родена е на 16 август 1988 г. в град Вилнюс, Литовска ССР, СССР. Завършва гимназия „Йоан Павел II“ с преподаване на полски език. През 2010 г. завършва университета „Михал Рьомер“ с бакалавърска степен по право и пенитенциарна дейност. От 2011 до 2020 г. работи като помощник-юрист в адвокатска кантора. От 2012 г. сътрудничи на неправителствени организации, занимаващи се с гарантирането правата на националните малцинства. Участва в съдебни дела за оригинално изписване на лични имена в паспорти, смяна на пола, дискриминация и насаждане на омраза.
На местните избори през 2020 г. е избрана за съветничка в градска община Вилнюс от листата на „За Вилнюс, с който се гордеем“. На парламентарните избори през 2020 г. е избрана за депутат в Сейма от листата на Партията на свободата. След парламентарните избори през 2020 г. дясноцентристките политически сили – „Съюз за Отечеството – Литовски християнски демократи“, Либералното движение и Партията на свободата – сформират правителство под ръководството на Ингрида Шимоните. На 11 декември 2020 г. Евелина Доброволска е избрана за министър на правосъдието на Литва.